# Can’t Buy Me Love (Film)
Can’t Buy Me Love ist eine US-amerikanische Teenie-Komödie aus dem Jahr 1987. Hauptdarsteller sind Patrick Dempsey und Amanda Peterson. Die Geschichte handelt von dem Außenseiter Ronald Miller, der sich die Gesellschaft einer Cheerleaderin für einen Monat kauft und sich dadurch mehr Beliebtheit bei den Mitschülern erhofft. Regie führte Steve Rash. Filmstart in West-Deutschland war der 19. Mai 1988.
Der Titel des Films stammt von dem gleichnamigen Song der Beatles, der auch im Film zu hören ist.

## Handlung
Ronald Miller ist an seiner Highschool ein unauffälliger und unscheinbarer Junge, der gern populär und beliebt wäre. 
Die Clique der populären Sportler und Cheerleader der Schule jedoch beachtet ihn nicht, bzw. verspottet ihn.
Als Cindy, die Anführerin der Cheerleader und umschwärmte Schulschönheit, in Geldschwierigkeiten gerät, weil sie bei einer Party ein teures Wildlederkleid ihrer Mutter ruiniert hat, das sie ohne Erlaubnis genommen hat, schlägt Ronald ihr einen Handel vor: er bezahlt ihr 1.000,- Dollar, mit der sie das Wildlederkleid ersetzen kann, ohne dass ihre Mutter etwas merkt. Dafür gibt sich Cindy für einen Monat als seine Freundin aus und führt ihn in die Clique der „Coolen und Schönen“ ein. Widerwillig stimmt sie zu. Beiden ist der Handel peinlich, daher versprechen sie sich, das Geheimnis niemals zu lüften. 
Ronald vernachlässigt in der Folge seine treuen, aber auch unscheinbaren Freunde zugunsten der populären und beliebten Clique, die ihn bald akzeptiert und integriert. 
Ungeplant verbringen Cindy und Ronald in diesem Monat viel Zeit miteinander und werden dabei unbemerkt beste Freunde. Cindy geht mit Ronald einkaufen, verbessert seinen Look und schenkt ihm eine teure Sonnenbrille.
Anders als bei ihrer populären Clique braucht sie sich bei Ronald nicht zu verstellen, sondern kann ganz sie selbst sein. Sie vertraut ihm ihr großes Geheimnis an, ein selbstgeschriebenes Gedicht, in dem sie ihre Sehnsüchte und Träume formuliert. 
Zum Abschluss des Monats, bei der letzten „offiziellen“ Verabredung nimmt Ronald sie mit zu einem seiner Lieblingsplätze, einem Flugzeugfriedhof, und öffnet sich ihr. Er zeigt ihr seine Liebe zur Astronomie und teilt seine tiefgründigen Gedanken mit ihr. 
In seinem Bemühen, populär und beliebt zu werden, merkt Ronald nicht, dass Cindy sich wirklich in ihn verliebt hat. Um den Handel vollständig zu erfüllen, inszeniert er am nächsten Tag auf dem Schulhof vor aller Augen eine Trennungsszene, bei der er viel zu weit geht und Cindy verletzend beleidigt und ernsthaft kränkt. 
Ronald avanciert bald zum bewunderten Mitglied der angesagten Clique. Cindy leidet darunter und reagiert sehr eifersüchtig, als alle ihre Freundinnen nacheinander mit Ronald ausgehen.
Sie unternimmt einen letzten Versuch, an ihre Freundschaft mit Ronald anzuknüpfen, aber Ronald ist die Popularität zu Kopfe gestiegen und er demütigt und verletzt sie abermals. 
Auf der Silvesterfeier kommt es zum Eklat: Cindys Freund Bobby, ein ehemals großer Football-Star der Schule, der sich seit seinem Wechsel aufs College nicht mehr bei ihr gemeldet hat, verlässt sie nach einer lautstarken Szene auf der Party, nachdem er von Cindys Bekanntschaft mit Ronald gehört hat. 
Völlig frustriert und enttäuscht erzählt Cindy allen Anwesenden die Wahrheit über ihre Beziehung zu Ronald, die sich sofort von ihm abwenden. 
Ronald ist nun völlig allein: die „coole“ Clique verachtet und meidet ihn, und auch mit seinen alten Freunden hat er es sich verdorben. Nur Cindy ist erkennbar hin- und hergerissen. 
Eine Chance zur Rehabilitation erhält er, als sein ehemals bester Freund von einem der populären Sportler körperlich bedroht wird und er dazwischen geht. Er hält dabei eine mit Applaus bedachte Rede, in der er den Ersatz der gemeinsamen Freundschaft aus Kindertagen durch unsinnige Rituale anklagt. 
Cindy braucht ihre Zeit, erkennt aber schließlich, wie wichtig Ronald für sie ist und versöhnt sich mit ihm.

## Kritiken
„Weit über dem Durchschnitt der unzähligen Teenie-Highschool-Komödien ist diese witzige Pechvogel-Liebesgeschichte realisiert. (...) Die hübsche Geschichte zwischen Tränen von Rührung und Lachen wurde im Kino von ca. 300.000 Zuschauern gesehen.“

„Herkömmliche Teenager-Komödie, oberflächlich und formal bescheiden.“

## Trivia
- Amanda Peterson war zur Zeit der Dreharbeiten erst 16 Jahre alt, Patrick Dempsey bereits 21.
- Der Film wurde auf dem Gelände der Tucson High Magnet School in Tucson, Arizona gedreht.
- Die Choreographin war Paula Abdul, die auch kurz im Film in Erscheinung trat.
- 2003 erschien eine Neuverfilmung unter dem Titel Love Don’t Cost A Thing.
- Patrick Dempsey kaufte von der Gage sein erstes Auto, ein Porsche 356 Cabrio, das er später für 15 Jahre als Alltagsauto fuhr.[4]

## Auszeichnungen
Young Artist Award
- Bester junger Hauptdarsteller in einem Spielfilm – Komödie: Patrick Dempsey
- Beste junge Hauptdarstellerin in einem Spielfilm – Komödie: Amanda Peterson (nominiert)
- Beste junge Nebendarstellerin in einem Spielfilm – Komödie: Tina Caspary (nominiert)
- Bester Familienspielfilm – Komödie (nominiert)